# Alepidea setifera
Alepidea setifera là một loài thực vật có hoa trong họ Hoa tán. Loài này được N.E.Br. mô tả khoa học đầu tiên năm 1896.